# Carregal
Carregal is een plaats (freguesia) in de Portugese gemeente Sernancelhe en telt 510 inwoners (2001).